# NGC 3887
NGC 3887 is een balkspiraalstelsel in het sterrenbeeld Beker. Het hemelobject werd op 31 december 1785 ontdekt door de Duits-Britse astronoom William Herschel.

## Synoniemen
- MCG -3-30-12
- UGCA 246
- IRAS 11445-1634
- PGC 36754